# Gabriel Radu
Gabriel Radu, menționat uneori Radu Gabriel, (n. 30 noiembrie 1956, Buzău, România) este un actor de teatru, film, radio, televiziune, voce și scriitor român.

## Biografie
Gabriel Radu s-a născut pe 23 aprilie 1956, în Buzău. A urmat Liceul „B.P. Hasdeu” (1972–1976), după care a parcurs, în perioada 1976–1978, Școala Postliceală UCECOM, din București.
A absolvit Institutul de Artă Teatrală și Cinematografică București, secția actorie, promoția 1993. 
A lucrat ca depanator radio TV, la Cooperativa "Prestarea" Buzău (1979- 1983), după care a fost instructor metodist la Casa Tineretului Buzău (1983- 1989), coordonând activitatea grupului de teatru "Spot", a Teatrului de Revistă al Casei Tineretului, din Buzău. A fost textier și instructor pentru brigăzile artistice de la întreprinderile "Contactoare", "Textila", "Tricotaje", Liceul „B.P. Hasdeu” din Buzău.. A activat ca asistent universitar la UATC, clasa lui Gelu Colceag (1993- 1997), clasa Olgăi Tudorache (1997- 1998), clasa lui Dem Rădulescu (1998- 1999) și clasa lui Gelu Colceag (1999- 2000). Totodată este și actor la Teatrul Național "I.L.Caragiale" din București. A fost scenarist, regizor, conducător artistic al grupului  "Vouă", înființat în anul 1995, împreună cu Adrian Fetecău (peste 400 de apariții).

## Filmografie

### Actor
- Țăcăniții (2002)
- Ultimul stinge lumina (2003) - Primarul
- Iubire ca în filme (2006) - Aladin
- California Dreamin' (Nesfârșit) (2007) - Stelică
- Tache (2008) - Păfălău
- Vine poliția! (2008) - Pandele
- Medalia de onoare (2009) - poștașul
- Ursul (2011) - Maradona
- Pariu cu viața (2011) - Gică Popa
- Las Fierbinți (2012) - Mitică
- Deschide ochii (2016) - Cernica
- Ghinionistul (2017) - nea Petrică
- Profu' (2019) - Tănase
- 5 Minute (2019) - Bebe proiecționistul
- Investitorii (2021) - Primarul

### Scenarist
- Ghinionistul (2017) - în colaborare cu Salex Iatma și Iura Luncașu